# GSSP

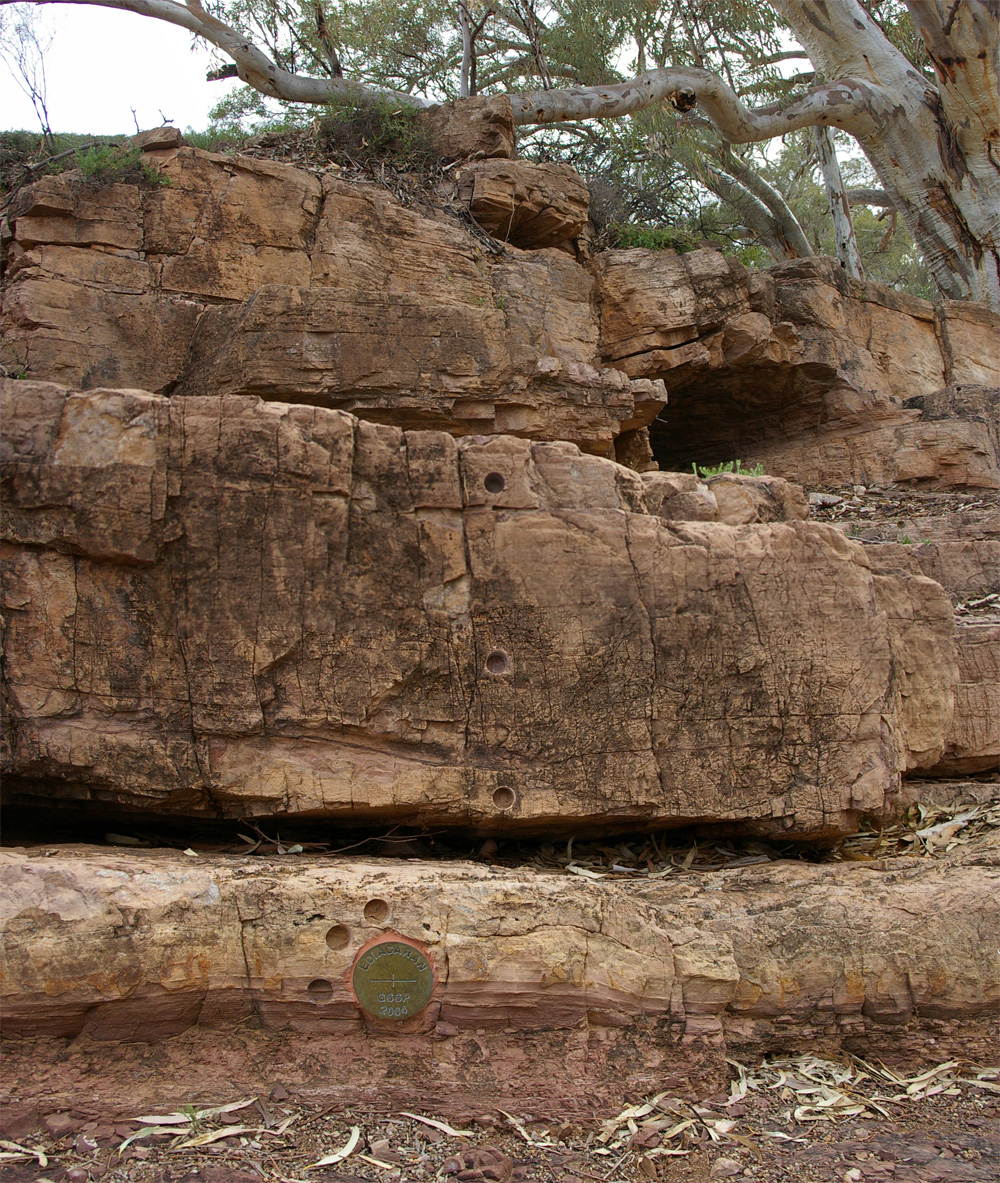
Sezione e punto stratigrafico globale del periodo Ediacariano, nella catena dei Monti Flinders (Australia meridionale). Attorno al disco di bronzo (detto golden spike) sono visibili i fori nella roccia risultanti dal prelievo di piccole carote raccolte per le analisi paleomagnetiche.

I Global Stratigraphic Section and Point, ossia Sezioni e punti stratigrafici globali (sigla GSSP) sono affioramenti rocciosi nei quali è fisicamente presente un limite tra due età geologiche e nei quali è stato rinvenuto il maggior numero di informazioni fisiche, chimiche e paleontologiche su quel limite rispetto ad altri affioramenti contenenti anch'essi il medesimo limite stratigrafico. Essi sono stati identificati dalla Commissione internazionale di stratigrafia in località distribuite nei vari continenti.

## Significato
Concettualmente nella letteratura stratigrafica hanno sostituito lo stratotipo, ossia l'affioramento di una successione litologica, scelto in un luogo tipico come caratterizzante e riferimento di una definita età geologica, viceversa i GSSP definiscono non una età geologica, ma il limite tra due età geologiche; questa definizione è indicata con un cosiddetto chiodo d'oro, rappresentante il limite fisico tra le due età geologiche posto lungo il piano esistente tra due strati che mettono in contatto, con continuità stratigrafica rocce di un'età con rocce dell'altra età. Il termine chiodo d'oro deriva dall'uso dei geologi di segnare gli strati con dei chiodi, per cui quello tra due età geologiche veniva chiamato "d'oro".
L'utilizzo dello stratotipo a scopo di definizione stratigrafica di un'età geologica è stato abbandonato per la difficoltà di trovare una serie rocciosa che fosse interamente rappresentativa di tutto il periodo, senza lacune sedimentarie, con una completa successione di fossili di riferimento e altri elementi utilizzati nella moderna stratigrafia, con le conseguenti incertezze connesse all'utilizzo dello stratotipo a scopi correlativi e di datazione. Viceversa l'adozione di una serie di punti di riferimento, ben definibili come limiti di fine e inizio di due periodi geologici consecutivi permette di avere una serie di affioramenti, che si articolano lungo il tempo geologico, rispetto ai quali posizionare le successioni stratigrafiche di tutto il mondo. Ogni intervallo temporale geologico ha, oppure avrà, quando l'opera di selezione delle località di riferimento sarà conclusa, un unico GSSP.
Le località che vengono definite GSSP sono il punto di riferimento mondiale e devono essere prese in considerazione in qualsiasi caso si renda necessario valutare se una determinata roccia appartiene a un determinato intervallo geologico. I GSSP sono utilizzati negli studi stratigrafici per correlare le varie unità litologiche presenti nelle diverse regioni del mondo, per questo motivo si richiede che contengano elementi caratteristici tali da poter essere usati universalmente. La definizione dei GSSP è cominciata nel 1977 ed è tuttora in corso.
La definizione di una località come riferimento GSSP non deve essere considerata definitiva, ogni luogo GSSP può essere rimpiazzato nel caso di ritrovamento di una successione geologica più completa presente in un'altra parte del mondo, questo cambio richiede una nuova definizione formale di quel GSSP da parte della Commissione internazionale di stratigrafia, procedura che in genere richiede diversi anni.

## Caratteristiche di un GSSP
Le seguenti caratteristiche sono ideali, nessun GSSP soddisfa tutti questi requisiti, ma è richiesto che tra più candidati si scelga la località che meglio soddisfi queste richieste:
- deve essere accessibile attraverso mezzi pubblici da un aeroporto;
- deve essere consentita la ricerca scientifica nell'area;
- deve essere sufficientemente ampia da consentire un futuro accesso (non deve, ad esempio, essere a rischio di frana o venir sepolta da detrito);
- deve essere facilmente correlabile stratigraficamente con altre località nel mondo;
- deve contenere un orizzonte databile radiometricamente esattamente al limite;
- deve mostrare delle caratteristiche che identifichino il limite in qualunque parte del mondo.

## Distribuzione dei GSSP

### GSSP in Italia
L'Italia ospita numerosi GSSP e molte località italiane sono in discussione per l'attribuzione. Questa peculiarità è legata all'eccezionale esposizione di alcuni intervalli geologici sulla penisola italiana, in particolare nelle Alpi orientali, in Appennino, in Sicilia.

#### GSSP formalizzati
Si elencano di seguito i GSSP italiani in ordine cronologico, dal periodo geologico più recente al più antico.
- Località Calanchi di Vrica, comune di Crotone, per il limite Pliocene-Pleistocene (e quindi per il limite Gelasiano-Pleistocene inferiore). Ratificato nel 1985.
- Monte San Nicola, comune di Gela (CL), per il limite Piacenziano-Gelasiano. Ratificato nel 1996.
- Punta Piccola, comune di Porto Empedocle (AG), per il limite Zancleano-Piacenziano. Ratificato nel 1997.
- Eraclea Minoa, comune di Cattolica Eraclea (AG), per il limite Miocene-Pliocene (e quindi per il limite Messiniano-Zancleano). Ratificato nel 2000.
- Spiaggia del Monte dei Corvi, comune di Ancona, per il limite Serravalliano-Tortoniano. Ratificato nel 2003.
- Valle del torrente Lemme, comune di Carrosio (AL), per il limite Paleogene-Neogene (e quindi per i limiti Oligocene-Miocene e Chattiano-Aquitaniano). Ratificato nel 1996.
- Cava di Massignano, comune di Ancona, per il limite Eocene-Oligocene (e quindi per il limite Priaboniano-Rupeliano). Ratificato nel 1992.
- Località Romanterra, comune di Bagolino (BS), per il limite Anisico-Ladinico. Ratificato nel 2005.
- Località Prati di Stuores, comune di Badia (BZ),  per il limite Ladinico-Carnico. Ratificato nel 2008.
- Monte Cagnero nell'Appennino umbro-marchigiano  per il limite Rupeliano-Chattiano. Ratificato nel 2016.[3]
- Comune di Alano di Piave (BL), per il limite Bartoniano-Priaboniano. Ratificato nel 2020.[3]
- Gola del Bottaccione, comune di Gubbio (PG), per il limite Campaniano-Santoniano. Ratificato nel 2023.[4]

#### GSSP in corso di formalizzazione
Le località sottostanti sono attualmente oggetto di studio da parte di sottocommissioni dell'ICS.
- Pizzo Mondello, (comune di Bivona), in Sicilia, per il limite Carnico-Norico[5].
- Rupi della Vedova (comune di Ancona) per il limite Burdigaliano-Langhiano[6].